# 陳大德
陳毓（?—?），字大德，河东桑泉（今山西省临猗县西南四十里临晋镇）人，唐朝兵部职方郎中。
陳大德初任荔州刺史。贞观十五年（641年），因为高句丽荣留王高建武派遣他的太子高桓权来长安朝贡，作为答礼，唐太宗命陈大德出使高句丽。他为了探查山川名胜与风俗，每经一城，就请求游历山水。当地官员引导他参观。他处处看到中原人，都是隋炀帝东征时遗留在高句丽的，几乎占到当地人的大半。他们询问自己老家亲属的情况，陈大德安慰他们说，家中一切安好。陈大德走的时候城郊野外聚集着很多眼含泪水的中原人。八月初十，陈大德从高丽返回长安，报告唐太宗：“高句丽听说大唐高昌已经灭亡，大为震惊，大对卢常常到唐朝使者馆舍中问候，超过以往。”唐太宗说，高句丽本来就是汉武帝设立的四郡，攻取高丽，收复辽东并不难，只是不想再疲劳百姓。而不久盖苏文杀害荣留王，使唐太宗改变了主意，决定讨伐高句丽。